# キルクーク
キルクーク（アラビア語: كركوك, Karkūk, カルクーク、クルド語: که‌رکووک, Kirkuk）は、キルクーク県に属するイラクの都市。バグダードの北方236kmで、モースルの南東149kmにある。イラク北部の石油工業の中心である。2009年の人口は850,787人（推定）。

## 歴史

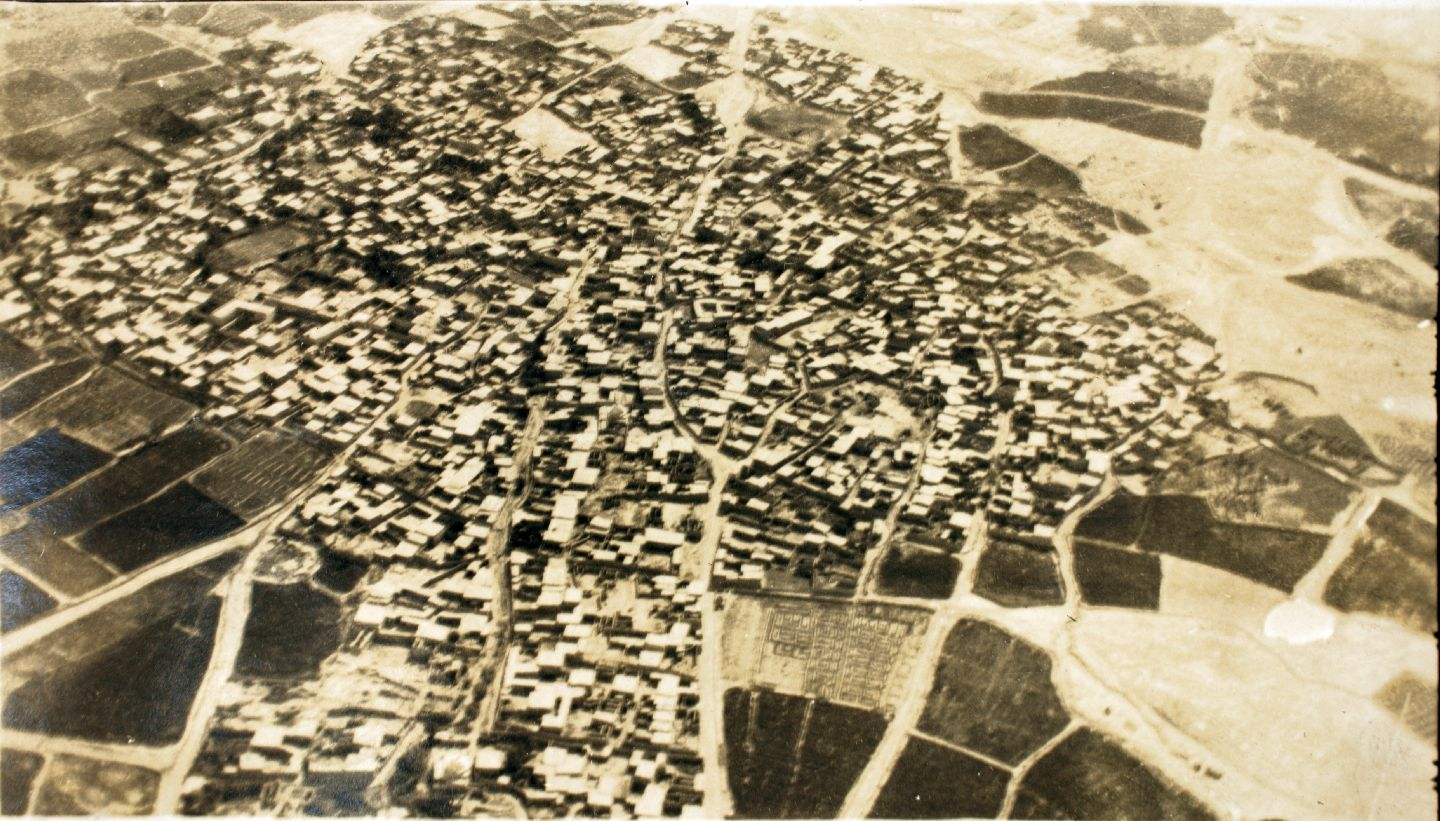
1940年代のキルクーク

キルクーク油田は、1927年にキルクーク近郊のババ・グルグルで発見され、1934年にイラク石油会社によって生産開始された。
キルクークは、主にクルド人とトルクメン人が暮らす多民族都市として知られていたが、1980年代にサッダーム・フセインのアラブ化政策にともない、クルド人やトルクメン人は郊外の村々に強制的に移住させられ、都市の住民の大部分はスンナ派アラブ人の労働者となった。
1991年の湾岸戦争以降、国際連合による「石油と食料の交換プログラム」によって、輸出原油の少なくとも50%をトルコを通して輸出するよう義務づけられていた。イラクの原油輸出ルートの主要な2つのうちの一つであるキルクーク・ジェイハン石油パイプラインは、キルクークから出てトルコの地中海岸のジェイハンに達する。

### イラク戦争後
2003年のイラク戦争で、アメリカ軍に支援されたクルド人民兵「ペシュメルガ」によってキルクークは解放された。サッダーム政権崩壊後は、クルド人主体の治安部隊「アサイシ」による組織的なアラブ人の追放、殺害、拷問、不当逮捕と言ったアラブ人に対する報復が起き、国際機関等が「民族浄化」に当ると非難した。クルド人側は、キルクークはクルディスタン南部に含まれると主張し、キルクークをクルディスタン地域に組み込むためキルクークの住民投票実施を主張している。このため、キルクークに戻ってくるクルド人も多い。クルドの民族主義者は新しい独立クルド国家の首都にするべきだと主張している。しかし、住民投票はアラブ人の反発で実施に至らず、石油利権も絡みイラクの深刻な宗派・民族対立問題の一つとなっている。1998年の推定では、100億バレルを越える量が地下に残されている。
イラク政府は旧政権下で同国中・南部からキルクークに移住したアラブ人に限り、元に住んでいた場所に帰還するよう促している。帰還に応じた者には政府から保証金が支払われることになり、現在多くのアラブ人がこれに応じている。キルクークにはほかにアルメニア人・トルクメン人なども居住し、クルド人の人口は以前の15万人から35万人以上に増加し、キルクークは繁栄している。
2014年6月、過激派組織ISILのモースル制圧の隙を突いて、クルドのクルディスタン地域はキルクークを制圧した。しかしISILも石油利権を狙ってキルクークを狙っており、2015年1月にもキルクークで両軍兵士約60人が死亡する戦闘があったところである。
2019年12月27日、キルクーク近郊のイラク軍基地を武装勢力がロケット弾による攻撃を実施。アメリカの民間人1人が死亡、アメリカ兵4人とイラク治安部隊2人が負傷した。アメリカは、この攻撃をヒズボラによるものとして非難。同月中にヒズボラの拠点5カ所についてF-15で報復爆撃を行っている。この攻撃の応酬がバグダード国際空港攻撃事件が発生した要因の一つとなった。

## 地理
ザグロス山脈の麓に位置する。市内をカサ川（チグリス川の支流）が流れている。

## 気候
半乾燥気候である。最高気温は6～9月が38度C以上、12～5月が20度C以下。降水量は6～9月がほぼゼロに近く、降水の大半は10～5月にある。ケッペンの気候区分ではステップ気候 (BSh) に属する。
| キルクークの気候        | キルクークの気候 | キルクークの気候 | キルクークの気候 | キルクークの気候 | キルクークの気候 | キルクークの気候 | キルクークの気候 | キルクークの気候 | キルクークの気候 | キルクークの気候 | キルクークの気候 | キルクークの気候 | キルクークの気候 |
| 月                      | 1月              | 2月              | 3月              | 4月              | 5月              | 6月              | 7月              | 8月              | 9月              | 10月             | 11月             | 12月             | 年               |
| ----------------------- | ---------------- | ---------------- | ---------------- | ---------------- | ---------------- | ---------------- | ---------------- | ---------------- | ---------------- | ---------------- | ---------------- | ---------------- | ---------------- |
| 平均最高気温 °C （°F）  | 13.8 (56.8)      | 15.7 (60.3)      | 20.1 (68.2)      | 26.3 (79.3)      | 33.7 (92.7)      | 39.8 (103.6)     | 43.2 (109.8)     | 42.8 (109)       | 38.7 (101.7)     | 31.4 (88.5)      | 22.6 (72.7)      | 15.8 (60.4)      | 28.66 (83.58)    |
| 平均最低気温 °C （°F）  | 4.5 (40.1)       | 5.7 (42.3)       | 9.0 (48.2)       | 13.8 (56.8)      | 19.6 (67.3)      | 24.5 (76.1)      | 27.5 (81.5)      | 27.1 (80.8)      | 23.2 (73.8)      | 18.1 (64.6)      | 11.2 (52.2)      | 6.3 (43.3)       | 15.87 (60.58)    |
| 降水量 mm （inch）      | 68.3 (2.689)     | 66.7 (2.626)     | 57.3 (2.256)     | 44.1 (1.736)     | 13.4 (0.528)     | 0.1 (0.004)      | 0.2 (0.008)      | 0 (0)            | 0.7 (0.028)      | 12.4 (0.488)     | 39.1 (1.539)     | 59 (2.32)        | 361.3 (14.222)   |
| 平均降水日数            | 11               | 11               | 11               | 9                | 5                | 0                | 0                | 0                | 0                | 5                | 7                | 10               | 69               |
| 出典：世界気象機関 (UN) |                  |                  |                  |                  |                  |                  |                  |                  |                  |                  |                  |                  |                  |

## 経済
キルクーク油田など周辺の油田から採掘される原油が主要な産業である。
以下のパイプラインにより、輸出されている。
- キルクーク・ジェイハン石油パイプライン（英語版）
- キルクーク・バニヤース石油パイプライン（英語版）

キルクーク - ジェイハン
キルクーク - バニヤース

農業（小麦、大麦、果物など）や牧畜も盛んで、羊毛の集散地である。

## 交通

### 空港
- キルクーク空港（英語版）

### 鉄道
首都バグダードと鉄道で結ばれている。

## 教育
- キルクーク大学（英語版）

## スポーツ

### サッカー
- キルクークFC（英語版）

## 施設・歴史的建造物
- キルクーク要塞（英語版）

## 出身者
- バクル・シドキ
- ユニス・マフムード